# Estação Square-Victoria–OACI
A Estação Square-Victoria–OACI é uma das estações do Metrô de Montreal, situada em Montreal, entre a Estação Bonaventure e a Estação Place-d'Armes. Faz parte da Linha Laranja.
Foi inaugurada em 06 de fevereiro de 1967. Localiza-se no cruzamento da Rua Belmont com a Avenida Viger, a Rua St-Antoine e a Rua St-Jacques. Atende o distrito de Ville-Marie.